# Elk Mound
Elk Mound è un villaggio degli Stati Uniti d'America, situato in Wisconsin, nella contea di Dunn.